# جويل أريلانو أريلانو
جويل أريلانو أريلانو هو سياسي مكسيكي، ولد في 24 نوفمبر 1978 في ولاية خاليسكو في المكسيك. نشط حزبياً في حزب العمل الوطني. وقد انتخب عضو مجلس النواب المكسيك ‏.